# 四氢哈尔酚
四氢哈尔酚是一种β-咔啉的衍生物，也是一种骆驼蓬生物碱。它是单胺氧化酶抑制剂。四氢哈尔酚和其它骆驼蓬生物碱一样，列于澳大利亚出台的药物和毒物的统一调度标准的第9类物质中，即受管制物质，除科学研究外的其它用途都是犯法的。